# Nuevo Mundo, Salto de Agua
Nuevo Mundo är en ort i Mexiko.   Den ligger i kommunen Salto de Agua och delstaten Chiapas, i den sydöstra delen av landet, 800 km öster om huvudstaden Mexico City. Nuevo Mundo ligger 257 meter över havet och antalet invånare är 413.
Terrängen runt Nuevo Mundo är kuperad. Runt Nuevo Mundo är det ganska glesbefolkat, med 45 invånare per kvadratkilometer. Närmaste större samhälle är Arimatea, 9,8 km öster om Nuevo Mundo. I omgivningarna runt Nuevo Mundo växer i huvudsak städsegrön lövskog.